# Kigezi

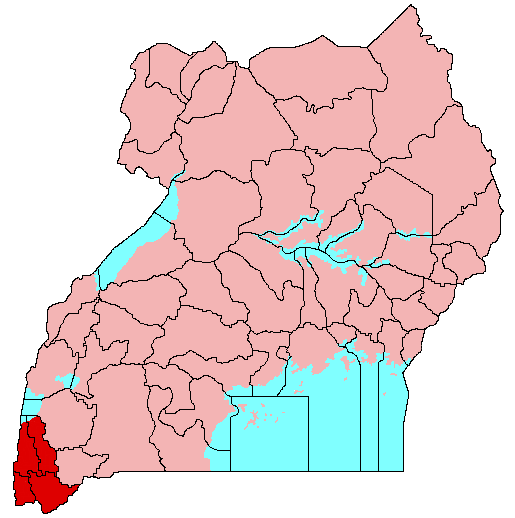
Region Kigezi a jeho distrikty

Kigezi je region na jihozápadě Ugandy zahrnující distrikty Kabale, Kanungu, Kisoro a Rukungiri, které jsou součástí formální Západní oblasti. Na východě hraničí s ugandským královstvím Ankole, na západě s Demokratickou republikou Kongo, na jihu pak se Rwandou. Je to krásná země sopečných pohoří, majestátních pahorkatin a údolí, jezer a dalších přírodních divů velkolepé krásy. Charakteristická jsou pro tento region terasovitá pole. Dříve byl region přezdíván jako „Švýcarsko východní Afriky“. Centrem regionu, který od roku 1974 netvoří územněsprávní celek, je město Kabale.

## Demografie
Jako v celé Ugandě je i zde úředním jazykem angličtina. Jinak se zde hovoří vesměs bantuskými jazyky. Region obývají kmeny Bakiga, Bafumbira, Bahororo, Baňarwanda a Batwa. Hovoří se zde jazyky rukiga, ruhororo a kiňarwanda.

## Administrativní vývoj
Do roku 1974 byl region distriktem náležejícím do formální Západní oblasti. Distrikt Kigezi se členil na 5 okresů: Bufumbira, Kinkizi, Ndorwa, Rukiga a Ruzhumbura. Roku 1974 byl distrikt Kigezi zrušen a rozdělen mezi několik distriktů. V letech 1976 – 1989 byla Západní oblast zrušena a kigezské distrikty začleněny do tehdejší Jižní provincie. Od roku 1989 jsou zdejší distrikty opět součástí obnovené Západní oblasti. V červenci 2001 pak byl z distriktu Rukungiri vyčleněn nový distrikt Kanungu. V návrzích ugandských federalistů na přeměnu Ugandy ve federaci, figuruje Kigezi jako jeden z nových spolkových států.